# Mistrzostwa Świata w Surfcastingu (2023)
39. Mistrzostwa Świata w Surfcastingu – mistrzostwa świata w surfcastingu, które odbyły się w dniach 4-11 listopada 2023 na plażach w okolicy Mesyny oraz Katanii we Włoszech (Sycylia). W zawodach wystartowało 21 reprezentacji narodowych. 
Wyniki:
- 1. miejsce: Holandia,
- 2. miejsce: Portugalia,
- 3. miejsce: Włochy,
- 19. miejsce: Polska[1].

Indywidualny mistrz świata:  Frank Peene (Holandia).
Skład drużyny polskiej: Jerzy Bajer (trener), Piotr Pietrzyk (kapitan), Robert Weimann, Łukasz Waściński, Stanisław Szymański, Cezary Stan, Michał Abramczuk, Paweł Ptrzewrocki, Izabella Weimann (kategoria kobiet).